# Perrières
Tréprel ist eine französische Gemeinde mit 341 Einwohnern (Stand 1. Januar 2022) im Département Calvados in der Region Normandie. Sie gehört zum Arrondissement Caen und zum Kanton Falaise.

## Nachbargemeinden
Perrières grenzt an folgende Gemeinden:
| Olendon | Sassy                                       | Vendeuvre              |
| Épaney  | Kompassrose, die auf Nachbargemeinden zeigt | Jort Bernières-d’Ailly |
| Épaney  | Damblainville Bernières-d’Ailly             | Bernières-d’Ailly      |

## Bevölkerungsentwicklung
| Jahr                       | 1962 | 1968 | 1975 | 1982 | 1990 | 1999 | 2009 | 2019 |
| Einwohner                  | 434  | 378  | 308  | 269  | 254  | 252  | 288  | 333  |
| Quellen: Cassini und INSEE |      |      |      |      |      |      |      |      |

## Wirtschaft
Die Gemeinde ist schon seit der Gründung auf die wirtschaftliche Leistung der Steinbrüche angewiesen.

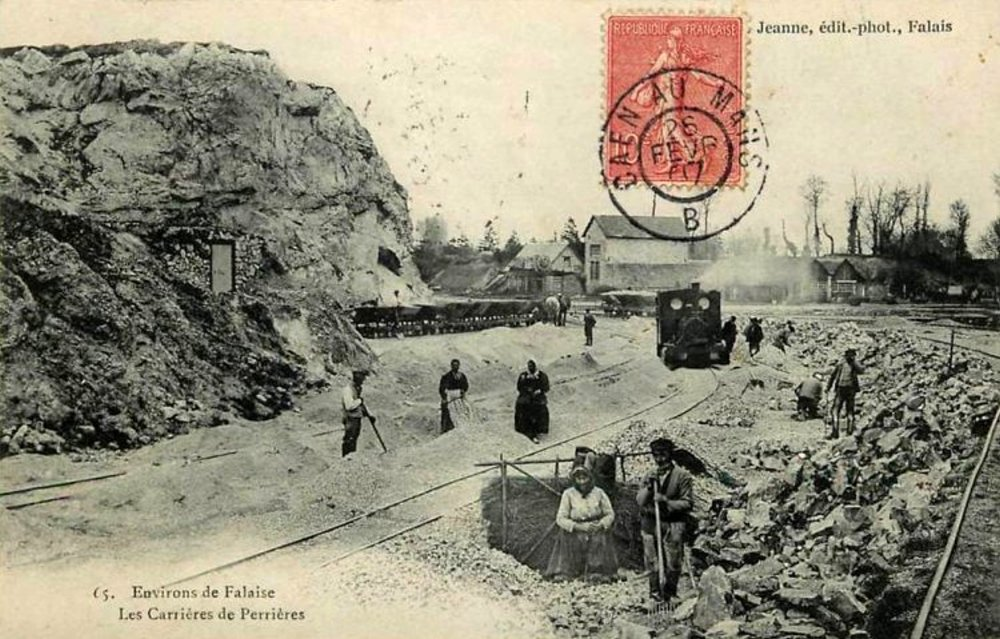
Steinbrüche von Perrières
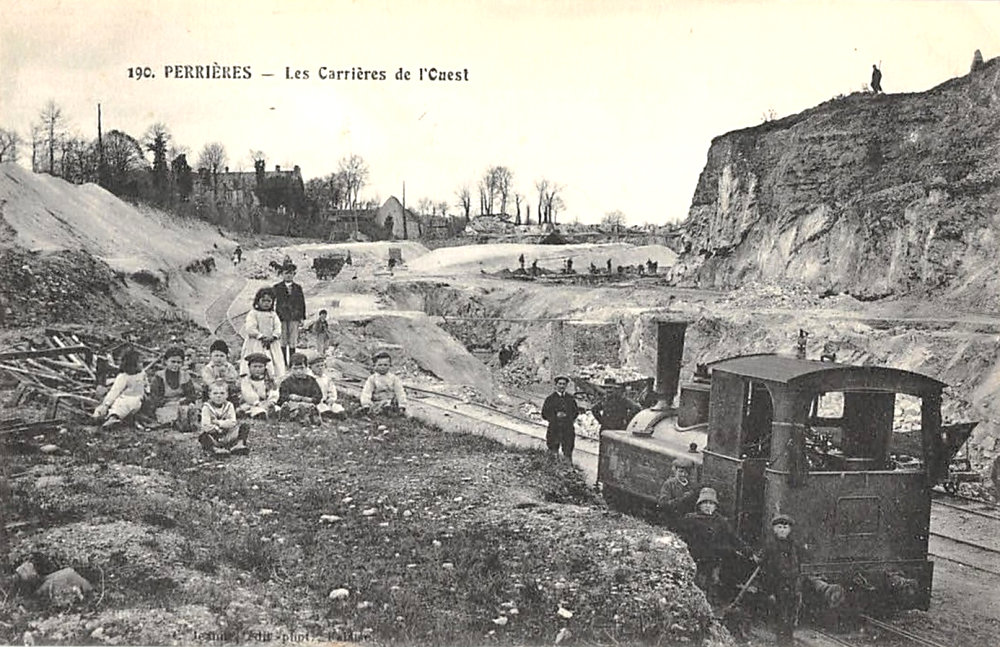
Westlicher Steinbruch